# José Sarney
José Sarney de Araújo Costa (født 24. april 1930) er en brasiliansk politiker, advokat og forfatter, som var Brasiliens præsident fra 15. marts 1985 til 15. marts 1990.
Han er den ældste stadigt levende tidligere præsident, og efter João Figueiredo død i 1999, den eneste nulevende tidligere præsident, der ikke er blevet valget igennem direkte valg. Sarney er det nuværende længst siddende medlem af Brasiliens kongres, hvor han startede i 1958.